# شطرنج سريع

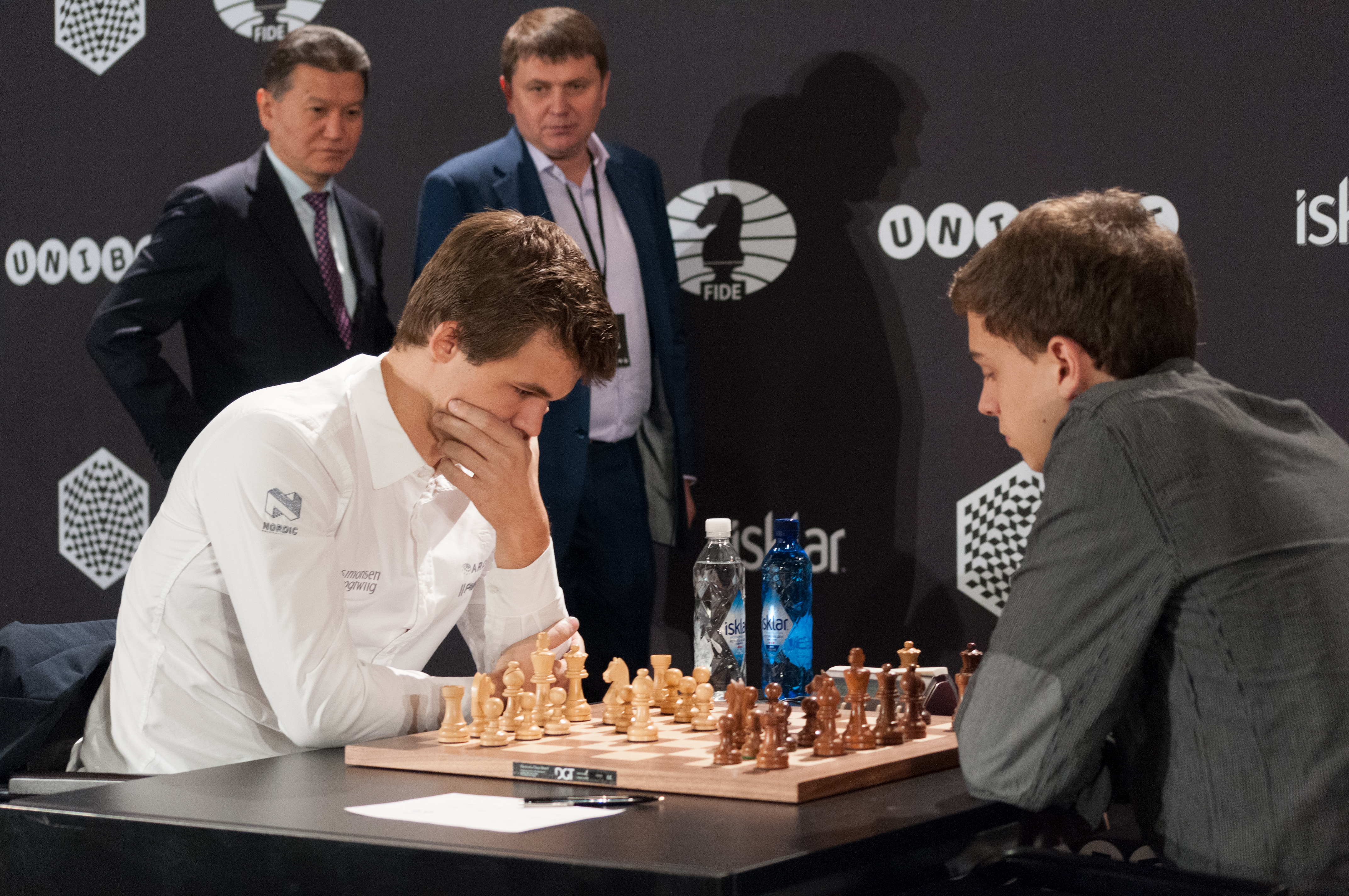

لعبة الشطرنج السريع هي أحد أنواع لعبة الشطرنج التقليدية، ولكن يترك لكل لاعب وقت أقل ليحرك قطعه مقارنة بوقت البطولة العادية التي تكون بين 60-180 دقيقة لكل لاعب.

## عرض موجز
أطلقت أسماء مختلفة على هذه الطريقة في اللعب، ويشير كل اسم تحديدًا إلى المدة القصوى للعبة الشطرنج السريع:
- السريع (Rapid or Quick)، يتاح لكل لاعب 10-60 دقيقة، وأحيانًا مع زيادة صغيرة في الوقت لكل الخطوة (على سبيل المثال 10 ثانية).[1]
- الحرب الخاطفة (Blitz): يتاح لكل لاعب 10 دقائق أو أقل. بنهاية الوقت يحدث الموت المفاجئ عادة (لا زيادة في الوقت)، ولكن يمكن أيضا أن تلعب بزيادة صغيرة. وفي الآونة الأخيرة، وبسبب سرعة الساعات الرقمية، يفضل إضافة ثلاث دقائق وثانيتين.[1]
- الطلقة (Bullet): يتاح لكل لاعب 1-3 دقائق. وقياس الزمن لهذه اللعبة هو 2 دقيقة مع ثانية واحدة زيادة أو دقيقة واحدة مع زيادة ثانيتين. وقد يطلق عليها أيضًا اسم «البرق».
- البرق (Lightning): اسم يطلق على لعبة شطرنج سريعة للغاية. ويمكن أيضا أن يطلق على ألعاب بوقت محدد (على سبيل المثال عشر ثوان) لكل خطوة. وقد يطلق أيضًا على ألعاب الدقيقة الواحدة.
- أرمجدون: لعبة تضمن الحصول على نتيجة، لأن الأسود لديه تعادل غريب (وهو، أن التعادل بالنسبة للأسود يساوي النصر). ولتعويض ذلك فإن للأبيض مزيدًا من الوقت في الساعة. الأزمنة الشائعة هي ست دقائق للأبيض وخمس للأسود، أو خمس دقائق للأبيض وأربع لأسود. هذا ويمكن أيضًا أن تلعب بزيادة صغيرة أيضًا.

قبل ظهور الساعات الرقمية، كانت تضاف خمس دقائق إلى كل لاعب على نحو قياسي للعبة الحرب الخاطفة أو السريع. قبل إدخال ساعات الشطرنج في منتصف خمسينيات القرن العشرين، كان الحكام في بطولات نادي الشطرنج لـ «النقل السريع» يصرخ كل عشر ثوان. وفي عام 1988 شكل والتر براون الجمعية العالمية للشطرنج السريع. ومجلتها شطرنج الحرب الخاطفة (Blitz Chess)، توقفت عن الإصدار سنة 2003.
في بعض بطولات ومبارايات الشطرنج، يمكن حل الترتيب النهائي للمتسابقين بسلسلة من الألعاب مع تقليل الوقت لكسر التعادل. في هذه الحالة، تعلب مباراتان، لأن القطع السوداء أو البيضاء غير محبوبة بالتساوي بين اللاعبين. ضبط الوقت القصير في الشطرنج السريع يقلل من الوقت المتاح للنظر في كل خطوة، ويمكن أن يؤدي إلى لعبة المحمومة، وخصوصًا مع نفاد الوقت. ويخسر اللاعب الذي ينتهي وقته، ما لم يكن للاعب المنافس القطع الكافية لكش الملك، ففي هذه الحالة تنتهي اللعبة بالتعادل. «الخسارة في الوقت المحدد» هي أمر ممكن حتى في اللعب التقليدية الأطول، ولكنهن الأكثر شيوعًا في ألعاب الشطرنج السريعة.